# Vernon Gábor
Vernon Gábor (születési nevén: Vajk Gábor László, külföldön: Gabor Vernon, teljes nevén Leslie Gabor Vernon; Budapest??, 1925. – 1985. április 23., London) magyar származású brit színművész, sporttudósító.

## Pályafutása
Magyarországon született Vajk Gábor László néven. Több világsikert aratott filmben is játszott, de általában kisebb mellék- illetve epizódszerepeket. Néhány alkalommal – főleg pályája elején – magyar karaktereket alakított: magyar határőrt, ezredest, bevándorlót, majd a Robert Oppenheimer életét feldolgozó tévéfilmsorozatban Szilárd Leó magyar atomfizikust. Az Élni és halni hagyni című James Bond-film bevezető képsoraiban magyar ENSZ-diplomataként magyar nyelven mond beszédet az ENSZ egyik bizottságában.
Ezen kívül egy másik James Bond filmben, az 1983-ban bemutatott Polipkában (Octopussy) is játszott: a leningrádi Ermitázs Borcsoj nevű kurátorát, aki összetör egy Fabergé tojást, miután rájött, hogy hamisítvány.
Az 1970-es és 1980-as években számos további brit filmben és televíziós sorozatban szerepelt. Leginkább magasabb társadalmi helyzetű személyeket, nemeseket, előkelőségeket formált meg. Játszott diplomatát, nagykövetek, tudóst, orvost és udvaroncot. Néhány esetben nem tüntették fel a filmben a címfeliratokban a szereplők között.
1978-ban Kabir Bedi mellett a Bagdadi tolvaj című kalandos mesefilmben egy udvaroncot alakított. A Holokauszt - A Weiss család története című amerikai sorozatban pedig Samuel rabbit személyesítette meg. 1980-ban tolmácsot alakított a The Falls című filmben Peter Greenaway rendezésében. Utolsó alakítása 1985-ben a Lady Jane című történelmi filmdrámában egy ékszerész volt.
Angliai tartózkodása alatt rendszeresen írt cikkeket a Népsportnak, de a brit sajtó is számontartotta magyar származását, és többször megszólaltatták mint a magyar labdarúgás szakértőjét - ez még a magyar labdarúgó-válogatott fénykorában, az Aranycsapat idejében volt.

## Filmei
- 1971 – Jason King (Jason King, 26 részes brit televíziós kalandfilmsorozat)
  - To Russia with... Panache (7. rész, rendezte: Paul Dickson) ... Skirnof
- 1973 – Élni és halni hagyni (Live and Let Die, brit kalandfilm, rendezte: Guy Hamilton) ... magyar ENSZ-diplomata
- 1973 – Jack the Ripper (~Hasfelmetsző Jack, hat részes brit bűnügyi televíziós filmsorozat)
  - Double Event (2. rész, rendezte: Gilchrist Calder) ... Louis Diemschütz
- 1973 – The Protectors (~A pártfogók, angol televíziós bűnügyi kalandfilmsorozat, 1972–1974)
  - Border Line (~Határ című epizód, rendezte: Charles Crichton) ... Egyik magyar határőr
- 1974 – Colditz (~Colditz, amerikai tévéfilm sorozat, 1972–1974)
  - Senior American Officer (~Amerikai főtiszt, rendezte: Philip Dudley) ... magyar ezredes
- 1974 – Dial M for Murder (13 részes brit bűnügyi televíziós filmsorozat)
  - The Man in the Middle (6. rész, rendezte: Gilchrist Calder) ... Kísérő
- 1974 – The Capone Investment (hat részes brit televíziós filmsorozat)
  - One Killer Makes Two (5. rész, rendezte: Alan Gibson) ... Szálloda tulajdonos
- 1974 – The Top Secret Life of Edgar Briggs (~Edgar Briggs szigorúan titkos élete, 13 részes brit televíziós vígjáték sorozat)
  - The President (1. évad 11. rész) ... Mazirah
- 1975 – Jackanory Playhouse (65 részes brit televíziós filmsorozat, 1972–1985)
  - The Carpet Weaver of Samarkand (4. évad 3. rész, rendezte: Marilyn Fox) ... Taskenti nemes
- 1975 – You're on Your Own (~A magad ura vagy, angol televíziós filmsorozat, 1975–1976)
  - Value for Money (1975) című epizód ... Kiss
- 1973–1975 Papák haptákban (Az ükhadsereg)[5] (Dad's Army, 80 részes brit televíziós háborús vígjáték sorozat, rendezte: David Croft)
  - The Honourable Man (6. évad 5. rész) ... orosz
  - The Face on the Poster (8. évad 6. rész) ... lengyel tiszt
- 1976 – Second City Firsts (54 részes brit televíziós sorozat)
  - Trotsky Is Dead című epizód (6. évad 1. rész), rendezte: Tony Bicât) ... Vladimir
- 1976 – Hadleigh (52 részes brit televíziós sorozat)
  - The Charm Factor című epizód (4. évad 6. rész), rendezte: Tony Wharmby) ... Nisark
- 1977 – Wings (26 részes brit háborús televíziós sorozat)
  - The Hunters című epizód (1. évad 9. rész), rendezte: Desmond Davis) ... Mr. Woods
- 1977 – The Tomorrow People (68 részes brit televíziós sci-fi sorozat, rendezte: Vic Hughes) ... Magasrangú KGB tiszt
  - The Dirtiest Business: A Spy Is Born (5. évad 1. rész)
  - The Dirtiest Business: A Spy Dies... (5. évad 2. rész)
- 1977 The Assignment (Uppdraget, svéd triller, rendezte: Mats Arehn Per Wahlöö regényéből) ... Gami tábornok
- 1977 – The New Avengers (26 részes francia-brit-kanadai misztikus thriller tévéfilmsorozat)
  - Dead Men Are Dangerous című epizód (2. évad 1. rész, rendezte: Sidney Hayers) ... Orosz doktor
- 1977 Spiderweb (brit bűnügyi rövidfilm, rendezte: Paul Miller) ... Red Scharlach
- 1978 – A Traveller in Time (öt részes brit fantasztikus televíziós filmsorozat)
  - 4., The Tunnel című rész, rendezte: Dorothea Brooking) ... Monsieur Oudry
- 1978 – Holocaust (A Weiss család története)[6] (Holocaust, négy részes amerika televíziós filmsorozat, rendezte: Marvin J. Chomsky, 3. és 4. rész) ... Samuel rabbi

(3. rész: 1942-1944, 4. rész: 1944-1945)
- 1978 – A bagdadi tolvaj (The Thief of Baghdad, brit-francia televíziós kaland film) ... Udvaronc
- 1978 – Mind Your Language (~Ügyelj a nyelvre, angol televíziós vígjáték sorozat, 1977–1986, rendezte: Stuart Allen) ... Zoltan Szabo
  - (A második évad nyolc epizódjában: 1. All Present If Not Correct, 2. Queen for a Day, 3. Brief Re-Encounter, 4. Many Happy Returns, 5. Don't Forget the Driver, 6. A Hard Day's Night, 7. Take Your Partners, 8. After Three)
- 1978 – BBC2 Play of the Week (38 részes brit bűnügyi televíziós filmsorozat)
  - Renoir, My Father (2. évad 11. rész, rendezte: Alan Cooke) ... Doktor
- 1979 – Hazell (22 részes brit bűnügyi televíziós filmsorozat)
  - Hazell Gets the Part című epizód (2. évad 10. rész, rendezte: Mike Vardy) ... Nathan Stern
- 1979 – Drakula (Dracula, brit romantikus horrorfilm, rendezte: John Badham) ... A Demeter kapitánya
- 1979 – A régensherceg (Prince Regent, nyolc részes brit történelmi televíziós filmsorozat)
  - 8., Defeat and Victory című rész) ... Orosz nagykövet
- 1978-1979 – The Professionals (57 részes brit bűnügyi televíziós filmsorozat)
  - Blind Run (2. évad (1978) 9. rész, rendezte: Tom Clegg) ... Nagykövet
  - Dead Reckoning (3. évad (1979) 4. rész, rendezte: Dennis C. Lewiston) ... Vasunyin
- 1974-1979 – BBC2 Playhouse (106 részes brit televíziós filmsorozat)
  - The Cafeteria (1. évad (1974) 3. rész, rendezte: Silvio Narizzano) ... Rabbi
  - An Affinity with Dr. Still (6. évad (1979) 4. rész, rendezte: Derek Lister) ... Spengler
- 1979 – Quest of Eagles (7 részes brit televíziós filmsorozat, rendezte: Bob Hird) ... Jozef Golabek
  - (2. Secret Service, 3. Treasure, 4. Enigma, 5. Memories, 6. Chase című epizódokban.)
- 1980 – Journeys from Berlin/1971 (amerikai-brit-nyugatnémet filmdráma, rendezte: Yvonne Rainer)
- 1980 – The Dybbuk (brit televíziós film, rendezte: Jane Howell) ... Nachmon
- 1980 – Oppenheimer (Oppenheimer, hét részes brit-amerikai televíziós filmsorozat, 1980, rendezte: Barry Davis, a 2. epizódban) ... Szilárd Leó
- 1980 – Balesetek krónikája (The Falls, brit sci-fi vígjáték, rendezte: Peter Greenaway)
- 1982 – Airline (kilenc részes brit háborús televíziós filmsorozat)
  - 4. Touch and Go (rendezte: John Reardon) ... Öregember
- 1982 – Whoops Apocalypse (hat részes brit sci-fi vígjáték televíziós filmsorozat)
  - 3. How to Get Rid of It című epizód, rendezte: John Reardon ... PB tag[7]
  - 6. Set the Controls for the Heart of the Sun című epizód, rendezte: John Reardon ... Kerekesszékes PB tag
- 1982 – The Brack Report (tíz részes brit televíziós filmsorozat, 3. rész, rendezte: Alan Cooke) ... Herr Stoller
- 1983 – Polipka (Octopussy, brit kalandfilm, rendezte: John Glen) ... Borcsoj
- 1984 – The Brief (angol bűnügyi televíziós filmsorozat, Can Kill, No One to Kill című epizód) ... Herr Vogel
- 1986 – Lady Jane (Lady Jane, angol történelmi filmdráma, rendezte: Trevor Nunn) ... Ékszerész

## További információ
- Vernon Gábor az Internetes Szinkronadatbázisban (magyarul)
- Vernon Gábor az Internet Movie Database-ben (angolul)
- Vernon Gábor a Rotten Tomatoeson (angolul)